# Easter
Easter is het derde studioalbum van de Amerikaanse Patti Smith Group, uitgebracht in 1978. 

## Geschiedenis
Dit album was het eerste album dat Patti Smith uitbracht na een zwaar nekletsel, opgelopen door de val van het podium op 23 januari 1977 tijdens de promotietournee van Radio Uthopia. Het album omvat een variatie aan muziekstijlen, van klassieke Rock-'n-roll ("25th Floor/High on Rebellion", "Rock N Roll Nigger") tot folk ("Ghost Dance"), spoken word ("Babelogue") en popmuziek ("Because the Night").
Dit album was het grootste commerciële succes van de groep, vooral te danken aan de single Because the Night, geschreven door Patti Smith en Bruce Springsteen. De single bereikte plaats 13 in de Billboard Hot 100 en plaats 5 in het Verenigd Koninkrijk.

## Tracklist
Alle muziek en teksten zijn geschreven door Patti Smith (tenzij anders vermeld). 
| 1.                 | Till Victory (Smith, Lenny Kaye)                             | 2:50 |
| 2.                 | Space Monkey (Smith, Ivan Kral, Tom Verlaine)                | 4:06 |
| 3.                 | Because the Night (Smith, Bruce Springsteen)                 | 3:25 |
| 4.                 | Ghost Dance (Smith, Kaye)                                    | 4:44 |
| 5.                 | Babelogue                                                    | 1:30 |
| 6.                 | Rock N Roll Nigger (Smith, Kaye)                             | 3:25 |
| 7.                 | Privilege (Set Me Free) (Mel London, Mike Leander, Psalm 23) | 3:29 |
| 8.                 | We Three                                                     | 4:18 |
| 9.                 | 25th Floor (Smith, Kral)                                     | 4:03 |
| 10.                | High on Rebellion                                            | 2:37 |
| 11.                | Easter (Smith, Jay Dee Daugherty)                            | 6:15 |
| 12.                | Godspeed ((Smith, Kral) bonustrack op cd-heruitgave)         | 6:09 |
| Totale duur: 40:42 |                                                              |      |

## Personeel

### Patti Smith Group
- Patti Smith – zang, gitaar
- Lenny Kaye – gitaar, basgitaar, zang
- Jay Dee Daugherty – drums
- Ivan Král – basgitaar, zang, gitaar
- Bruce Brody – toetsen, synthesizer

### Extra personeel
- Richard Sohl – toetsen op "Space Monkey"
- Allen Lanier – teostsen op "Space Monkey"
- John Paul Fetta – basgitaar op "Till Victory" & "Privilege"
- Andi Ostrowe – percussie op "Ghost Dance"
- Jim Maxwell – doedelzak op "Easter"
- Tom Verlaine - arrangement op "We Three" (in 1974)
- Todd Smith – hoofd van de crew

### Technisch personeel
- Jimmy Iovine – producer, mixing
- Shelly Yakus – mixing
- Greg Calbi – mastering
- Thom Panunzio – geluidstechnicus
- Gray Russell – geluidstechnicus
- Charlie Conrad – geluidstechnicus
- Joe Intile – geluidstechnicus

### Designpersoneel
- Lynn Goldsmith – coverfotografie
- Robert Mapplethorpe – fotografie
- Cindy Black – fotografie
- John Roberts – fotografie
- Maude Gilman – design